# Núria Rafel i Fontanals
Núria Rafel i Fontanals ( Barcelona, 13 de abril de 1954) es una arqueóloga española. Es conocida por el estudio de las poblaciones protohistóricas de Cataluña, sobre todo en la zona del río Ebro.

## Trayectoria
Pasó su juventud en Barcelona donde se inscribió en la Facultad de Filosofía y Letras, y se especializó en prehistoria, arqueología e historia antigua. Comenzó su carrera profesional en 1976 como profesora del Instituto de Villafranca del Panadés. Unos pocos meses después, el 1 de enero de 1977 fue nombrada profesora ayudante en la Universidad de Barcelona .
La arqueología de campo fue su terreno predilecto. Participó en muchas excavaciones y fue (co)directora de los trabajos en doce yacimientos, de los cuales destacan el recinto fortificado y la necrópolis del poblado ibérico del Coll del Moro (Tierra Alta), el poblado del Calvario del Molar, la Mina prehistórica de La Turquesa en Cornudella y la Solana del Bepo en Ulldemolins. El trabajo en el Coll del Moro fue el tema de su tesis doctoral La necrópolis del Coll del Moro, con la dirección de Miquel Tarradell y Mateu (1920-1995) que defendió el 1986. Al año siguiente ganó la oposición a profesora titular de Prehistoria en el Estudio General de Lérida (desde 1991 Universidad de Lérida).
Entre 1980 y 1983 fue jefe de la Sección de Inspección Técnica y Programación del Servicio de Arqueología de la Generalidad de Cataluña, entre 1983 y 1987 trabajó como arqueóloga territorial del Servicio de Arqueología en la provincia de Lérida. En 2005-2006 fue directora del Museo de Arqueología de Cataluña.

## Publicaciones
Para un inventario de sus más de ciento treinta artículos, libros y otras publicaciones vea «Publicacions Núria Rafel Fontanals (1978-2018)». Revista d'Arqueologia de Ponent (28): 303-309. 2018.